# Khristos Zoumis
Khristos Zoumis (griego: Χρήστος Ζούμης; Calcis, 1875 - m. desconocida) fue un atleta griego que compitió en los Juegos Olímpicos de Atenas 1896.
Zoumis compitió junto con otros seis atletas en la prueba de triple salto y obtuvo la sexta o séptima posición —Fritz Hofmann obtuvo la otra—.